# Jon Hall (računalnikar)
Jon »maddog« Hall, ameriški računalnikar in programer, * 7. avgust 1950, Baltimore, Maryland, ZDA.
Hall je od leta 2015 predsednik upravnega odbora Strokovnega inštituta za Linux (Linux Professional Institute – LPI). Od leta 1994 je bil izvršni direktor neprofitne organizacije Linux International, organizacije končnih uporabnikov, ki želijo podpirati in promovirati operacijski sistem Linux. Velja za gika, računalniškega guruja in navdušenca nad Zvezdnimi stezami. Glede na njegovo uradno biografijo uporablja operacijska sistema Unix od leta 1977 in Linux od leta 1994.

## Življenje in delo
Vzdevek »maddog« so mu dali njegovi študenti na Državnem tehniškem kolidžu v Hartfordu, Connecticut, kjer je bil vodja Oddelka za računalništvo. Zdaj ima raje, da ga kličejo s tem imenom. Po njegovih besedah je njegov vzdevek »prišel iz časa, ko sem imel manj nadzora nad svojim temperamentom«.
Zaposlen je bil v Western Electric Corporation, Aetna Life and Casualty, Bellovih laboratorijih, Digital Equipment Corporation (DEC, Digital), VA Linux Systems in Silicon Graphics (SGI). Bil je tehnični direktor (CTO), soustanovitelj in ambasador nekdanjega kanadskega  podjetja za računalniške naprave Koolu.
V času, ko je delal pri Digitalu, se je začel zanimati za Linux in je bil ključnega pomena pri pridobivanju opreme in virov za Linusa Torvaldsa, da bi izvedel svoj prvi prenos na Digitalovo okolje Alpha. V tem splošnem časovnem okviru je Hall, ki živi v Amherstu, New Hampshire, ustanovil Uporabniško skupino Linuxa Greater New Hampshire. Hall ima na prilagojeni registrski tablici v New Hampshiru napisa Živi svobodno ali umri (Live Free or Die) in UNIX.
Hall je ali je bil član upravnih odborov več podjetij in več neprofitnih organizacij, vključno z neprofitnim združenjem USENIX. Od leta 2007 je na tehnološki konferenci in hakatonu Campus Party večkrat govoril o Linuxu in prosti programski opremi.
Diplomiral je iz trgovine in inženirstva na Univerzi Drexel leta 1973, ima pa tudi znanstveni magisterij iz računalništva s Politehniškega inštituta Rensselaer iz leta 1977.
Septembra 2015 se je pridružil upravnemu odboru LPI kot njegov predsednik.
Je soustanovitelj brazilskega projekta interneta stvari in enoploščnih računalnikov, imenovanega Caninos Loucos, na Univerzi v São Paulu.

## Zagovorništvo
Svoje izkušnje in prepoznavnost imena je uporabil za promocijo različnih vzrokov, ki običajno na nek način vključujejo odprtokodno strojno ali programsko opremo. Leta 2011 je govoril in sodeloval v odboru za načrtovanje vodilne smeri POSSCON v Columbii, Južna Karolina.
Je predsednik in tehnološki evangelist projekta Cauã, ki ga opisuje kot »projekt za pomoč pri ustvarjanju milijonov trajnostnih podjetniških delovnih mest v zasebnem sektorju v gosto naseljenih mestnih območjih v Latinski Ameriki«. Projekt temelji na odprti zasnovi strojne in programske opreme za majhne računalnike z nizko porabo energije, kar bo osnova za majhne, a razširjene podjetnike, ki uporabljajo to platformo za povezovanje v omrežja in zabavo v urbanih območjih.
Leta 2013 se je kot zagovornik pridružil projektu prenosa 64-bitne različice ARM, ki ga vodi skupina Linaro. Cilj je prenesti zbirko odprtokodnih knjižnic Linuxa v 64-bitno arhitekturo ARM (ARMv8).
Januarja 2022 je pričal v pododboru v New Hampshiru za uporabo proste in odprtokodne programske opreme za vladno uporabo.

## Osebno življenje
Junija 2012, dan po rojstnem dnevu Alana Turinga, je objavil članek v reviji Linux Magazine, v katerem je objavil, da je gej. Je boter otrokom Linusa Torvaldsa.

## Izbrana bibliografija
- ——— (24. junij 2012), In Honor of Alan Turing: A message from the sponsor, Linux Magazine
- ——— (5. julij 2021), My LGBTQ+ life in tech (v angleščini), Strokovni inštitut za Linux